# Willem Paul de Roever
Willem Paul de Roever (* 7. März 1917 in Batavia; † 24. September 2000 in Amstelveen) war ein niederländischer Geologe, Petrologe und Mineraloge.

## Leben
De Roever studierte von 1934 bis 1940 Geologie an der Universität Amsterdam, wo er unter Hendrik Albertus Brouwer in den Betischen Kordilleren kartierte und 1940 über die Geologie von Timor promoviert wurde. Während des Zweiten Weltkriegs untersuchte er verschiedene Stufen der Metamorphose an Gesteinen, die Brouwer in Indonesien (z. B. Celebes) gesammelt hatte. Nach dem Zweiten Weltkrieg ging er selbst nach Indonesien in den Dienst der Geologischen Dienstes (Dienst van Mijnbouw). Nach der indonesischen Unabhängigkeit kehrte er 1950 nach den Niederlanden zurück und wurde Lektor an der Universität Amsterdam. Ab 1955 war er Professor für Petrologie, Mineralogie und Kristallographie an der Universität Leiden. 1957 wurde er Nachfolger von Brouwer als Professor in Amsterdam. 1975 emeritierte er.
Er untersuchte insbesondere den Zusammenhang metamorpher Vorgänge mit tektonischen Phasen, was Aussagen über die zeitlichen Vorgänge zum Beispiel während der Orogenese erlaubte. Dabei untersuchte er auch experimentell die Entstehungsbedingungen zum Beispiel der Blauschiefer-Fazies und von Peridotit. Er erkannte als einer der Ersten 1957, dass Peridotit aus dem Erdmantel stammen musste. Beim Blauschiefer fand er, dass zu seiner Bildung sehr hohe Drücke (entsprechend etwa 30 km Tiefe) vorhanden sein mussten, was später in der Plattentektonik als Folge von Subduktionsprozessen erklärt wurde.
De Roever war Mitglied der Königlich Niederländischen Akademie der Wissenschaften. 1966 wurde er zum Mitglied der Deutschen Akademie der Naturforscher Leopoldina gewählt. 1975 erhielt er die Gustav-Steinmann-Medaille.
Er ist nicht mit dem gleichnamigen Informatiker zu verwechseln.